# Giancarlo Prete
Giancarlo Prete, né à Rome le 5 février 1943 et mort dans la même ville le 9 mars 2001, est un acteur italien.

## Biographie
Après avoir travaillé dans le cinéma en tant que cascadeur, Giancarlo Prete a rejoint l'école d'Alessandro Fersen et a commencé à jouer dans de nombreux films et feuilletons de télévision, parfois crédité comme Timothy Brent ou Philip Garner.
Dans les années suivantes, Giancarlo Prete a travaillé comme directeur de doublage et a été actif seulement dans les productions pour la télévision.
Marié à Elizabeth Jacinto, il est mort d'une tumeur au cerveau.

## Filmographie partielle
- 1968 : L'Odyssée (Odissea) de Franco Rossi (série télévisée)
- 1968 : El Che Guevara de Paolo Heusch
- 1971 : Confession d'un commissaire de police au procureur de la république (Confessione di un commissario di polizia al procuratore della repubblica) de Damiano Damiani
- 1971 : Satanik de Piero Vivarelli
- 1971 : La Tarentule au ventre noir (La tarantola dal ventre nero) de Paolo Cavara
- 1971 : La Vengeance de Dieu  (Il venditore di morte) de Vincent Thomas
- 1971 : Macho Callaghan se déchaîne (Giù la testa... hombre!) de Demofilo Fidani
- 1972 : Les Proxénètes (Ettore lo fusto) d'Enzo G. Castellari : Patrocle
- 1972 : Caresses à domicile (A.A.A. Massaggiatrice bella presenza offresi...) de Demofilo Fidani
- 1973 : L'onorata famiglia: Uccidere è cosa nostra de Tonino Ricci
- 1973 : Les Rangers défient les karatékas (Tutti per uno... botte per tutti) de Bruno Corbucci
- 1973 : SS Représailles (Rappresaglia) de George Pan Cosmatos
- 1974 : La nottata de Tonino Cervi
- 1975 : Cosmos 1999 de Gerry Anderson et Sylvia Anderson, saison 1, épisode 19: Mateo
- 1976 : La Grande Débandade (Le Avventure e gli amori di Scaramouche) d'Enzo G. Castellari
- 1981 : La Mort au large (L'ultimo squalo) d'Enzo G. Castellari
- 1983 : Les Nouveaux Barbares (I nuovi barbari) d'Enzo G. Castellari
- 1985 : The Assisi Underground d'Alexander Ramati
- 1987 : Man on Fire (Kidnapping - Pericolo in agguato) d'Élie Chouraqui
- 1988 : Les Orages de la guerre (War and Remembrance) de Dan Curtis (mini-série télévisée)